# PureView

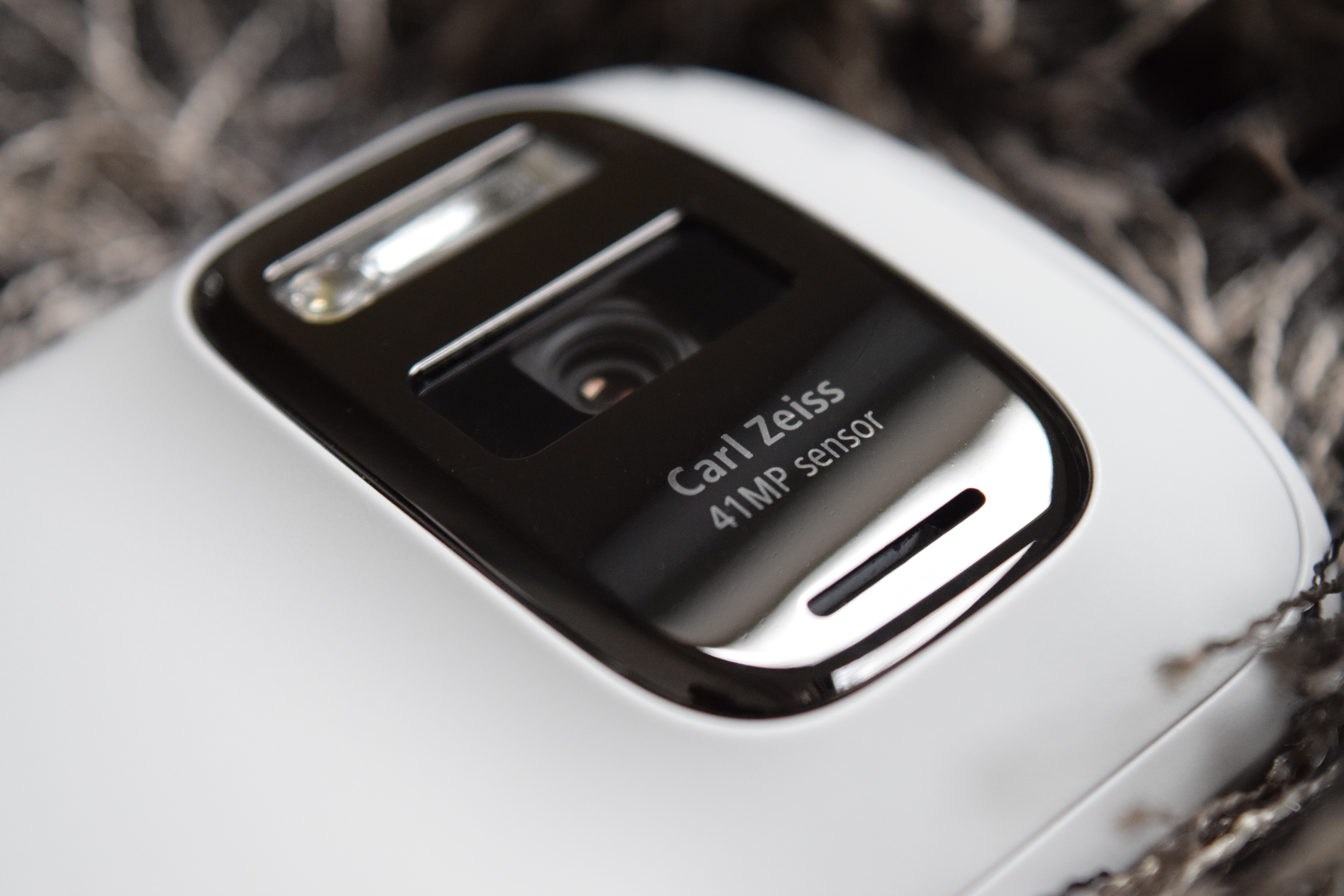
Nokia 808 PureView z 41-megapikselowym aparatem i obiektywem Carl Zeiss

Nokia PureView – technologia stosowana przez firmę Nokia w wybranych smartfonach od 2012 roku, w celu poprawy jakości fotografii wykonywanych przez te urządzenia.
Technologia PureView składa się z następujących elementów:
- matryca o wysokiej rozdzielczości
- obiektyw firmy Carl Zeiss
- pixel oversampling (nadpróbkowanie pikseli)

Wysoka rozdzielczość umożliwia bezstratny zoom cyfrowy, a także przetwarzanie i łączenie wielu sąsiadujących pikseli w jeden końcowy tzw. "superpiksel". Dzięki temu możliwe jest uzyskanie ostrych zdjęć pełnych detali i osiąganie dobrej wydajności aparatu w trudnych warunkach oświetleniowych.
Technologia PureView zadebiutowała w 2012 roku wraz ze smartfonem 808 PureView. Inne modele, w których była zastosowana to Lumia 920, Lumia 925, Lumia 928, Lumia 930, Nokia lumia 830, Lumia 1020 i Lumia 1520.